# Star Trek: Picard
Star Trek: Picard ist eine US-amerikanische Science-Fiction-Fernsehserie, die von 2020 bis 2023 erschien, und die siebte Realfilm-Fernsehserie, die im fiktiven Star-Trek-Universum spielt. Titelgebender Protagonist der Serie ist Jean-Luc Picard, der (wie schon in der Vorgängerserie Raumschiff Enterprise – Das nächste Jahrhundert und in den vier darauf basierenden Kinofilmen) von Patrick Stewart verkörpert wird.
Die zehnteilige erste Staffel ist im ersten Quartal 2020 auf Deutsch bei Amazons Streaming-Dienst Prime Video erschienen. Staffel 2 startete am 4. März 2022, ebenfalls auf Prime Video. Ab dem 17. Februar 2023 wurde die dritte und letzte Staffel auf Prime Video und Paramount+ veröffentlicht.

## Handlung
Jede Staffel erzählt in jeweils zehn Episoden einen in sich abgeschlossenen, linearen Handlungsbogen:

### Staffel 1: Verteidigung der Androiden
Im Laufe der ersten Staffel entfaltet sich vor allem durch Rückblenden, die in die Handlung eingestreut sind, die Vorgeschichte zur Haupthandlung, welche im Jahr 2399 beginnt, 20 Jahre nach den Ereignissen aus dem Kinofilm Star Trek: Nemesis.
14 Jahre vor Beginn der Haupthandlung unternimmt die romulanische Sekte Zhat Vash einen koordinierten Sabotageakt gegen die Föderation, der sich indirekt gegen künstliche Lebensformen richtet. Bei dieser Sabotage benutzt die Sekte mehrere in der Utopia-Planitia-Flottenwerft im Mars-Orbit arbeitende Föderationsandroiden als Agents Provocateurs: die fehlgeleiteten Androiden zerstören die gesamte dortige Raumschiffflotte, bombardieren die Mars-Oberfläche und setzen so die Atmosphäre des Planeten in Brand, wodurch Zehntausende sterben. Die Föderation unterbindet daraufhin alle weitere Entwicklung künstlicher Lebensformen; die Sekte hat ihr Ziel erreicht. Auch die Rettung zahlreicher Romulaner, erforderlich geworden wegen der bevorstehenden Vernichtung ihrer Heimatwelt durch eine Supernova, bricht die Föderationsführung ab. Admiral Picard als Leiter der geplanten Rettungsmission verlässt aus Protest gegen diese Entscheidung die Sternenflotte und zieht sich auf seinen Landsitz in Frankreich zurück.
Drei Jahre vor Beginn der Haupthandlung gelingt es Dr. Bruce Maddox als einstigem Leiter der Androidenforschung der Föderation, zwei aus seiner Sicht perfekte Androiden zu erschaffen. Sie heißen Dahj und Soji, sehen aus wie circa 30-jährige weibliche Zwillinge und gelten wegen ihrer Gestalt, die auf Zeichnungen Datas beruht, auch als dessen Töchter. Mit falschen Erinnerungen ausgestattet, durch die sie sich ihrer Künstlichkeit nicht bewusst sind, schickt Maddox sie an unterschiedliche Orte, auch um eine mögliche Verschwörung zu untersuchen.
Dahj wird in ihrer Bostoner Wohnung von Romulanern attackiert und wendet sich daraufhin hilfesuchend an Picard. Nach kurzem Kontakt mit ihm wird sie in San Francisco von romulanischen Agenten getötet. Von Maddox’ Assistentin Dr. Jurati erfährt Picard, dass Dahj eine Schwester namens Soji hat. Da er diese ebenfalls in Lebensgefahr glaubt, startet er eine Mission, um zunächst Maddox zu finden. Weil die Föderationsregierung ihm keines zur Verfügung stellt, organisiert er selbstständig ein Raumschiff, die La Sirena unter dem Kommando des Menschen Rios, und eine zusammengewürfelte Crew. Zur Crew gehört auch Dr. Jurati, die, noch ohne das Wissen Picards und seiner Gefolgschaft, der Zhat Vash als Agentin dient. Zusammen fliegen sie zu Maddox’ letztem bekannten Aufenthaltsort, dem Planeten Freecloud. Unterwegs schließt sich ihnen Seven of Nine an, die zufällig denselben Zielort hat. Dort angelangt, befreit das Team Maddox aus den Fängen einer kriminellen Geschäftsfrau und erfährt von ihm Sojis Aufenthaltsort, einen in romulanischem Besitz befindlichen Borg-Kubus, der das „Artefakt“ genannt wird. Unter Einfluss einer von den Zhat Vash übermittelten Vision ermordet Dr. Jurati Dr. Maddox.
Picard und sein Team entdecken Soji auf dem Kubus, wo sie bislang an der Rehabilitation ehemaliger Borgdrohnen arbeitet und eine Liebesbeziehung zu dem Romulaner Narek führt. Dieser spioniert mit seiner Schwester Narissa insgeheim für die Zhat Vash mit dem Ziel, von Soji den Ort ihrer Heimatwelt zu erfahren, auf der sie ihre vermuteten Artgenossen, andere künstliche Lebensformen, zu töten hoffen. Auch durch Nareks Befragungen wird sich Soji ihrer wahren Identität sowie ihres Heimatplaneten bewusst und entkommt dank ihrer übermenschlichen Fähigkeiten einem Anschlag Nareks auf ihr Leben. Picard lässt sich und Soji mit der Hilfe der ehemaligen Borgdrohne Hugh aus dem Kubus teleportieren, wodurch sie auf den Planeten Nepenthe gelangen, dem Wohnort von Picards früheren Crewmitgliedern Riker und Troi. Mit der La Sirena fliegen die beiden dann zum Planeten Coppelius, Sojis Heimatwelt, auf der diese von anderen Androiden willkommen geheißen wird. Sie treffen dort auch auf Dr. Noonien Soongs Sohn, Dr. Altan Inigo Soong. Einer der dortigen Androiden konstatiert nach einer Gedankenverschmelzung mit Dr. Jurati,  die „Mahnung“ genannte Vision sei in Wirklichkeit nicht an die Romulaner, sondern an die Androiden gerichtet. Die „Mahnung“ stamme von einer Allianz künstlicher Lebensformen, die Schutz anböten vor der Zerstörung durch organisches Leben.
Indes nähert sich dem Planeten Coppelius eine Flotte aus romulanischen Kampfschiffen, welche von Commodore Oh angeführt wird, einer leitenden Agentin der Zhat Vash. Oh, bislang vermeintlich loyale Sicherheitschefin der Sternenflotte, gibt mit dieser Operation ihre Deckung auf. Als sich Captain Riker ihr mit einer Flotte aus Sternenflottenraumschiffen entgegenstellt, befiehlt sie den Rückzug ihrer Flotte, nachdem Soji auf die Kontaktaufnahme mit der Allianz künstlicher Lebensformen verzichtet. Picard erliegt schließlich einem Hirnleiden, erwacht kurz darauf aber in einem Androiden-Körper, an dem Dr. Altan Inigo Soong gearbeitet hat.

### Staffel 2: Zeitreise ins 21. Jahrhundert
Von Picards altem Widersacher Q wird eine alternative Zeitlinie geschaffen, in der die Menschheit die fremdenfeindliche „Konföderation der Erde“ gebildet hat, die systematisch außerirdische Rassen auslöscht oder versklavt, auch die Borg. Als die besiegte Borgkönigin hingerichtet werden soll, erfahren Picard und seine Crew, dass sie nur durch eine Reise zurück ins Jahr 2024 die Entstehung der „Konföderations“-Zeitlinie verhindern können.
2024 müssen sie dafür sorgen, dass eine Vorfahrin Picards zu ihrer Weltraummission aufbricht, was Q mithilfe von Dr. Adam Soong, einem Vorfahren von Dr. Noonien Soong, zu verhindern versucht. Picard und seine Mitstreiter schaffen es, dass seine Vorfahrin ihre Mission antritt und der ursprüngliche Lauf der Zeit wiederhergestellt wird.

### Staffel 3: Unterwanderung der Föderation
Picard erhält einen Notruf seiner ehemaligen Kollegin und Freundin Dr. Beverly Crusher und bricht mit Will Riker auf, sie zu retten. Dabei benötigt das Duo die USS Titan, auf der Seven of Nine alias Commander Annika Hansen als Erster Offizier dient. Bei der Rettungsmission treffen Picard und Riker auf Jack Crusher, der aus der Beziehung zwischen Dr. Crusher und Picard als Sohn hervorging und dessen Existenz seine Mutter vor seinem Vater bis dahin erfolgreich verheimlicht hatte. Während „Wechselbälger“ die Föderation unterwandern und die USS Titan angreifen, übernimmt Riker für den schwer verletzten Captain Liam Shaw zwischenzeitlich wieder das Kommando über das Schiff, das mit mehreren Bauteilen von Rikers früherem gleichnamigen Raumschiff den Namenszusatz A erhielt. Im Kampf gegen die Formwandler erhält die Titan Besuch von Ro Laren, die nach ihrem Verrat auf der Enterprise D als Commander wieder zur Föderation zurückgekehrt war und für ihren früheren Mentor Picard sowie die Titan-Crew ihr Leben opfert.
Über Ros Ohrring erhalten Picard und Riker eine Nachricht von Worf, der mit Ro gegen die „Wechselbälger“ ermittelt hatte. Daraufhin kommt es auch zur Wiedervereinigung mit dem ehemaligen Enterprise-Chefingenieur Geordi La Forge. Dieser stellt letztlich seine Loyalität gegenüber der früheren Enterprise-Crew über seine Pflichten als Sternenflotten-Commodore: für die Flucht vor der unterwanderten Föderation rüstet er die Titan mit einer klingonischen Tarnvorrichtung aus, die Geordis Töchter und Picards Sohn aus dem Flottenmuseum gestohlen haben. Auf der Suche nach geheimer Technologie im Zusammenhang mit der „Wechselbälger“-Verschwörung findet ein Außenteam mit Riker und Worf den Körper eines Androiden, der durch die Kombination des Bewusstseins von Data, seinen Brüdern Lore und B-4 sowie Lal und Dr. Altan Soong entstanden ist. Riker bleibt daraufhin zurück und ermöglicht seinen Freunden die Flucht vor den Wechselbälgern, die auch seine Ehefrau Deanna Troi entführt hatten.
Zwischen dem Bewusstsein von Data und dem von Lore kommt es im Körper des Androiden zu einem Kampf. Dieser Kampf löst auf der Titan ein Chaos aus; die „Wechselbälger“ übernehmen das Schiff. Indem Data dem Lore listig alle seine Erinnerungen schenkt, gelingt es ihm, den Bruderkonflikt aufzulösen. Der Android identifiziert sich daraufhin als „Data“ und gewinnt für seine ehemalige Crew das Schiff zurück. Als Worf nach einer erfolgreichen Rettungsmission mit Riker und Troi auf die Titan zurückkehrt, ist die gesamte ehemalige Kommando-Crew der Enterprise D und E wieder vereint. Nach dem Sieg gegen die „Wechselbälger“ spürt Deanna Troi in Jack Crusher eine dunkle Macht und stellt fest, dass der Sohn von Picard und Dr. Crusher mit den Borg verbunden ist. Die Crew deckt auf, dass Picard unfreiwillig Träger von Borg-DNA-Sequenzen wurde, und dass er diese an Jack weitervererbt hat. Durch eine geheime Zusammenarbeit zwischen den Wechselbälgern und den Borg wurde außerdem die DNA von jungen Sternenflotten-Offizieren über die Transporter der Schiffe verändert, wodurch Jack diese Offiziere kontrollieren kann.
Nachdem Jack unter die Kontrolle der ursprünglichen Borg-Königin geraten ist und mit den biologisch assimilierten Offizieren der Föderation alle Schiffe der Flotte übernimmt, muss Picard mit seiner Enterprise-Familie von der Titan flüchten. Geordi führt die Crew zum einzigen Schiff der Sternenflotte, das nicht über ein neues System fest mit der restlichen Flotte verbunden ist: die USS Enterprise D, die Geordi mit der Antriebssektion eines baugleichen Schiffs in den vergangenen beiden Jahrzehnten als Überraschung für Picard heimlich restauriert hatte. Mit ihrem alten Schiff gelingt es der Crew, Jack und die biologisch assimilierten Sternenflotten-Offiziere zu retten sowie die Borg-Invasion zu vereiteln.
Seven of Nine wird als Nachfolgerin des verstorbenen Liam Shaw durch Tuvok zum Captain befördert und übernimmt die frühere USS Titan, die zur USS Enterprise G umgetauft wurde. Unter Captain Seven dienen dort Geordis Tochter Sidney und Crushers und Picards Sohn Jack, zwischen denen sich eine Beziehung andeutet. Die Geschichte der wiedervereinigten Enterprise-D-Crew endet mit einem Pokerspiel in Guinans Bar. Ein Nachspann zeigt einen unerwarteten Besuch Qs bei Jack: auf der Enterprise G eröffnet Q diesem, er müsse sich wie zuvor sein Vater einem „Prozess“ stellen.

## Produktion
Dass Patrick Stewart seine Rolle des Picard in einer neuen Star-Trek-Fernsehserie wieder aufnimmt, gaben Stewart und der für das Star-Trek-Franchise hauptverantwortliche Alex Kurtzman am 4. August 2018 auf der Star-Trek-Convention in Las Vegas bekannt. Kurtzman sagte später in einem Interview, dass sich Stewart zur Wiederaufnahme seiner Rolle durch den Entwurf für eine Geschichte habe überzeugen lassen, in der es um die Auswirkungen des Zerfalls des romulanischen Imperiums auf Picard gehe.

### Staffel 1
Am 22. April 2019 begannen die Dreharbeiten. Hanelle M. Culpepper inszeniert die ersten drei Episoden, Jonathan Frakes die folgenden beiden. Der Schriftsteller, Drehbuchautor und Pulitzer-Preisträger Michael Chabon fungiert als Showrunner.
Auf der Comic-Con in San Diego 2019 wurde bekannt, dass auch Brent Spiner, Jeri Ryan und Jonathan Del Arco bei der Serie dabei sein werden. Auch Jonathan Frakes und Marina Sirtis sind wieder zu sehen. Die Musik für die Serie wird von Jeff Russo komponiert.

### Staffel 2
Im Oktober 2019 wurde bekannt, dass bereits an Staffel 2 gearbeitet wird. Für diese Staffel lud Patrick Stewart Whoopi Goldberg ein, die in der von ihr moderierten Show The View auch direkt zusagte. Neben Patrick Stewart sind aus der ersten Staffel auch Alison Pill, Isa Briones, Evan Evagora, Michelle Hurd, Santiago Cabrera, Jeri Ryan, Orla Brady und Brent Spiner wieder zu sehen.
Im Februar 2021 begannen, nach einer der Covid-19-Pandemie geschuldeten Verzögerung, die Dreharbeiten zur zweiten Staffel, parallel mit den Vorbereitungen zur dritten. Mit der Veröffentlichung eines ersten Trailers wurde im April 2021 bekannt, dass neben Whoopi Goldberg auch John de Lancie in seiner Rolle als Q zu sehen sein wird und durch diesen die Crew in eine Zeitreise verwickelt werden wird.

### Staffel 3
Am 9. September 2021 wurde neben der Veröffentlichung eines weiteren Trailers für Staffel 2 bekannt, dass Paramount+ frühzeitig eine dritte Staffel bestellt hat. Patrick Stewart ließ verlauten, dass er nach Abschluss dieser Staffel endgültig aufhören werde. Die Dreharbeiten zur dritten Staffel liefen 2021, teilweise parallel zu denen zur 2. Staffel. Im Januar 2022 musste die Produktion wegen eines Corona-Ausbruches unter der Filmcrew kurzzeitig unterbrochen werden. Die dritte Staffel sollte die letzte der Serie sein, wobei die Produzenten ein befriedigendes Ende für Picards Geschichte anstrebten. Die Besetzung der anderen Hauptdarsteller von The Next Generation wurde im April 2022 bestätigt: LeVar Burton, Michael Dorn, Jonathan Frakes, Gates McFadden, Marina Sirtis und Brent Spiner.

## Besetzung und Synchronisation

Die Hauptdarsteller
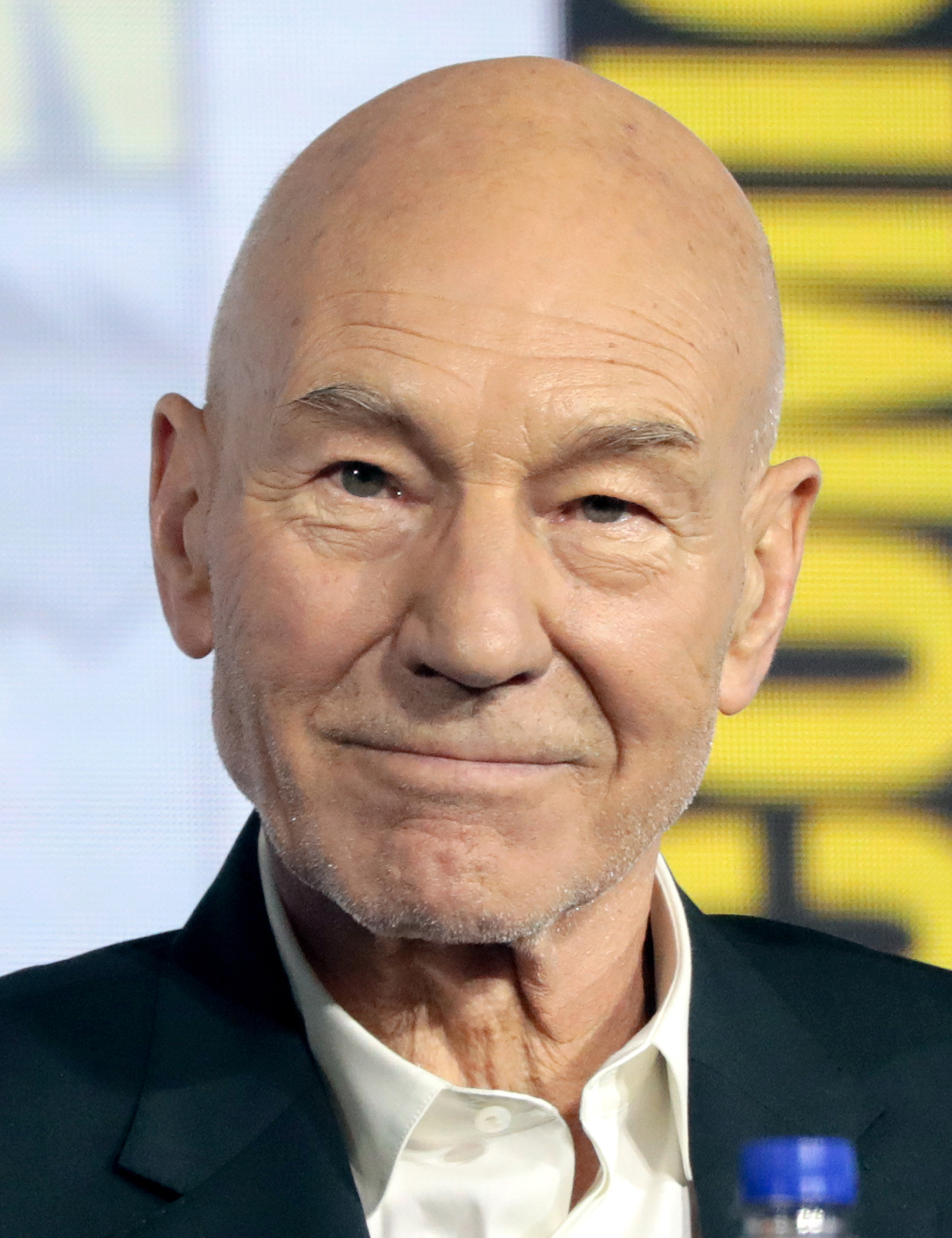
Sir Patrick Stewart, Darsteller von Jean-Luc Picard
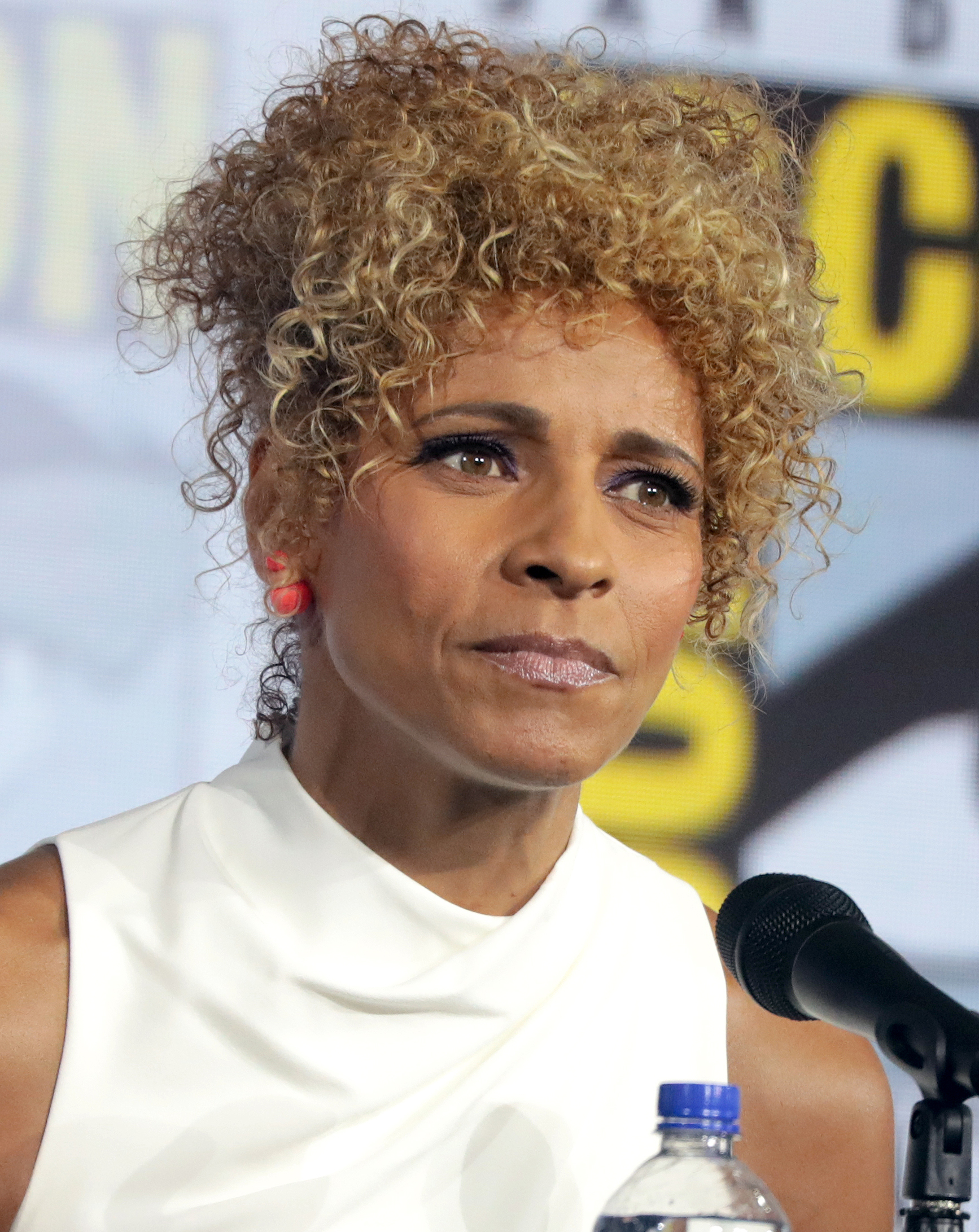
Michelle Hurd, Darstellerin von Raffi Musiker
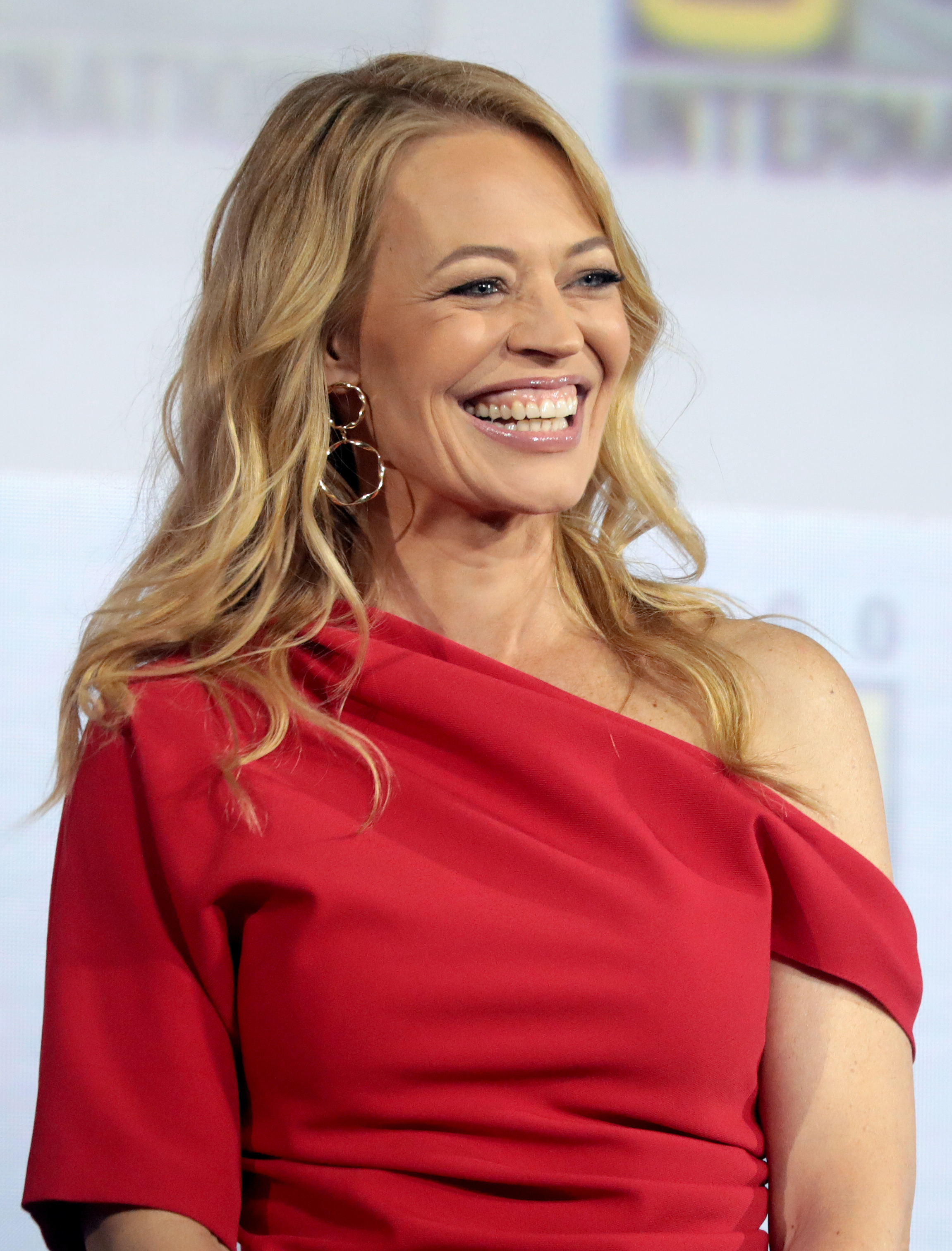
Jeri Ryan, Darstellerin von Seven of Nine
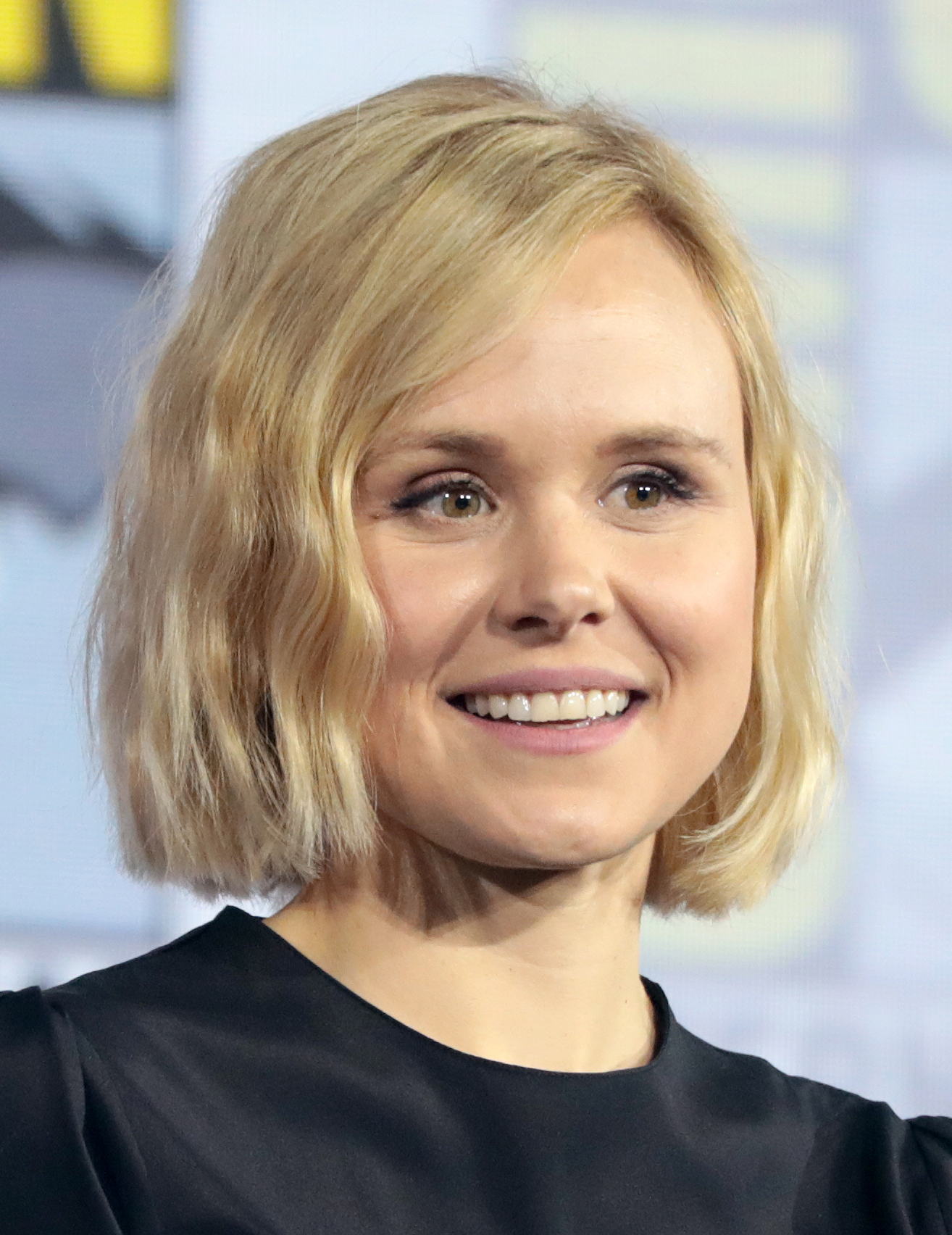
Alison Pill, Darstellerin von Agnes Jurati / Borg-Königin
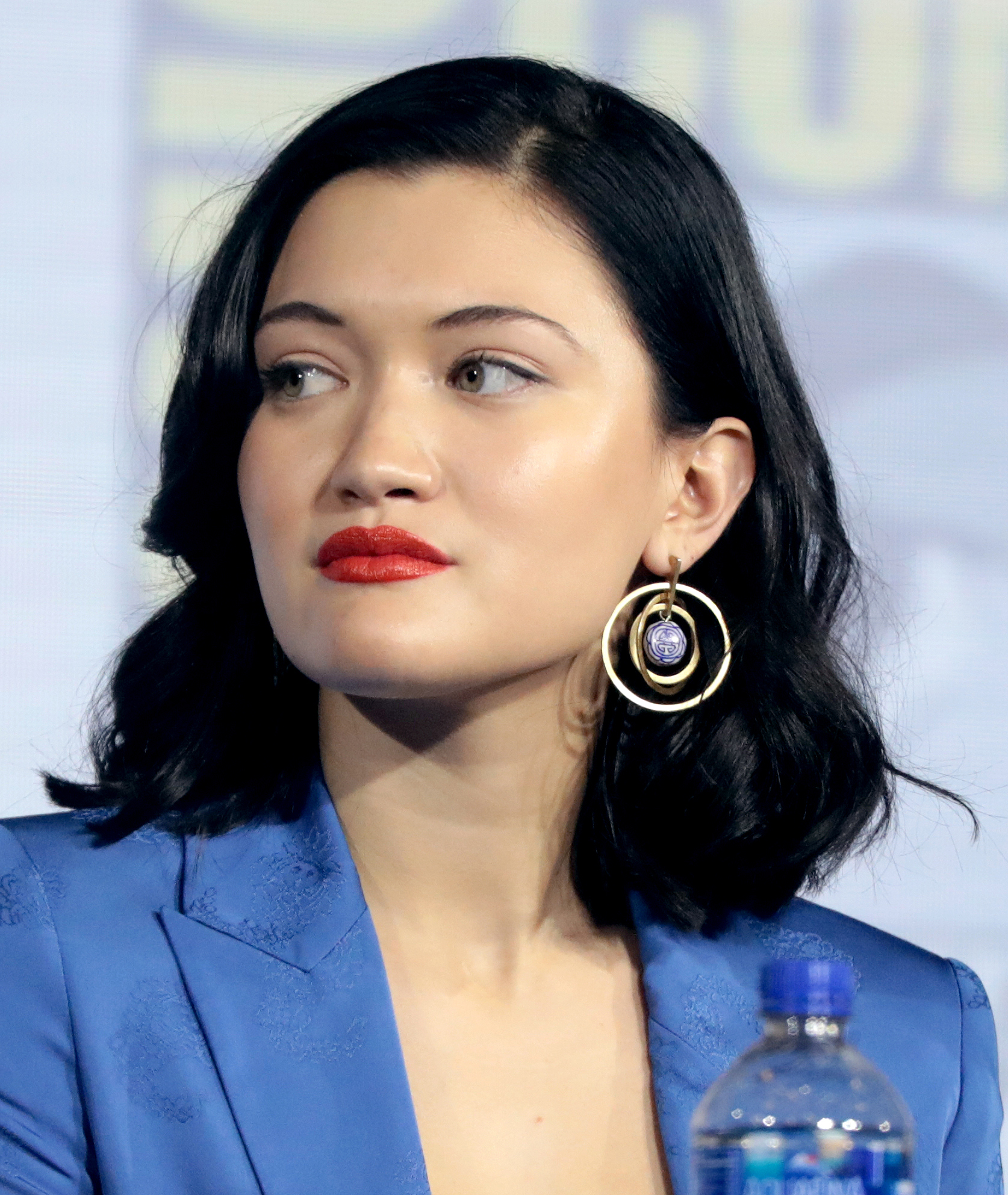
Isa Briones, Darstellerin von Dahj, Soji Asha, Sutra und Kore Soong
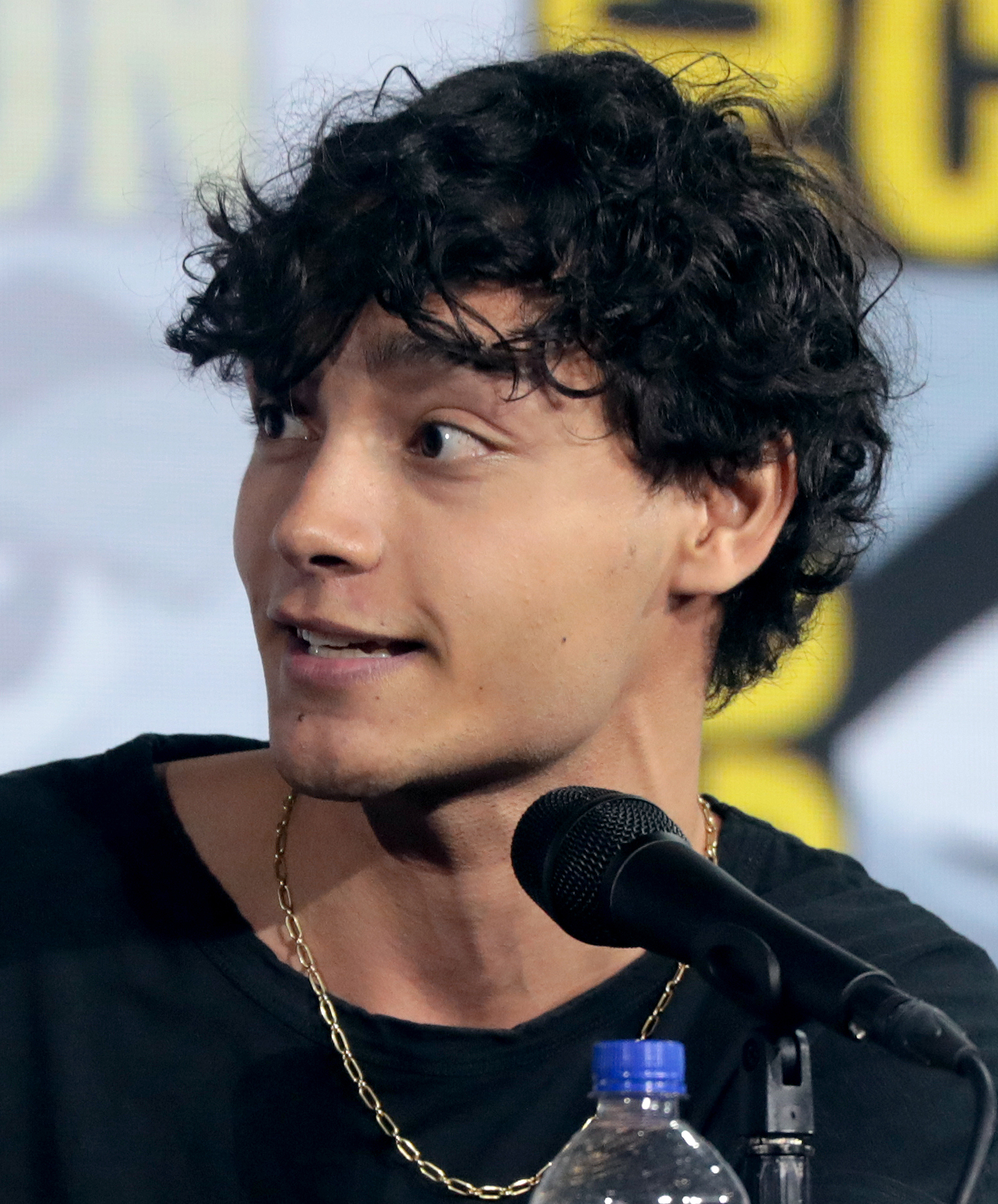
Evan Evagora, Darsteller von Elnor
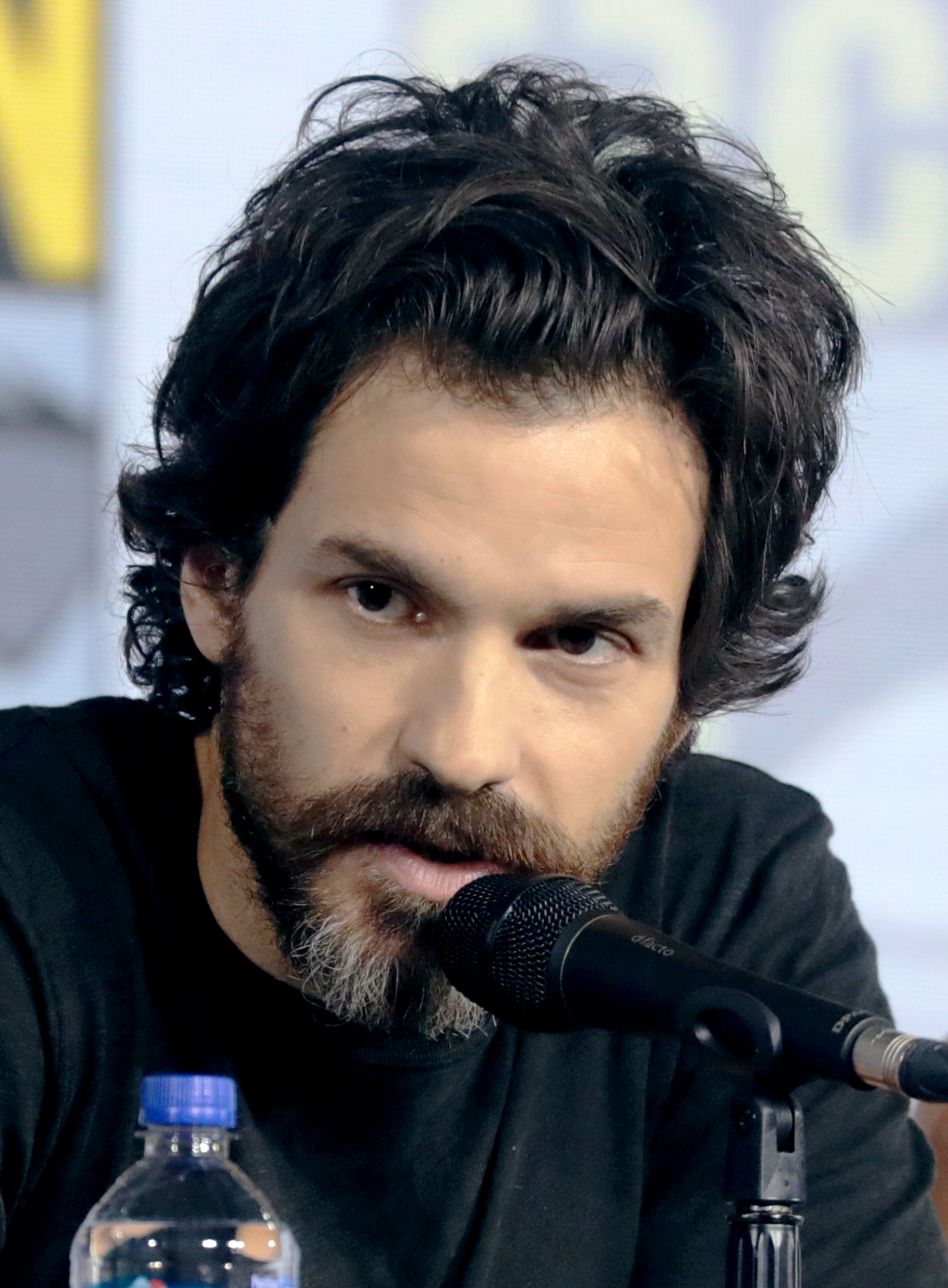
Santiago Cabrera, Darsteller von Cristóbal „Chris“ Rios
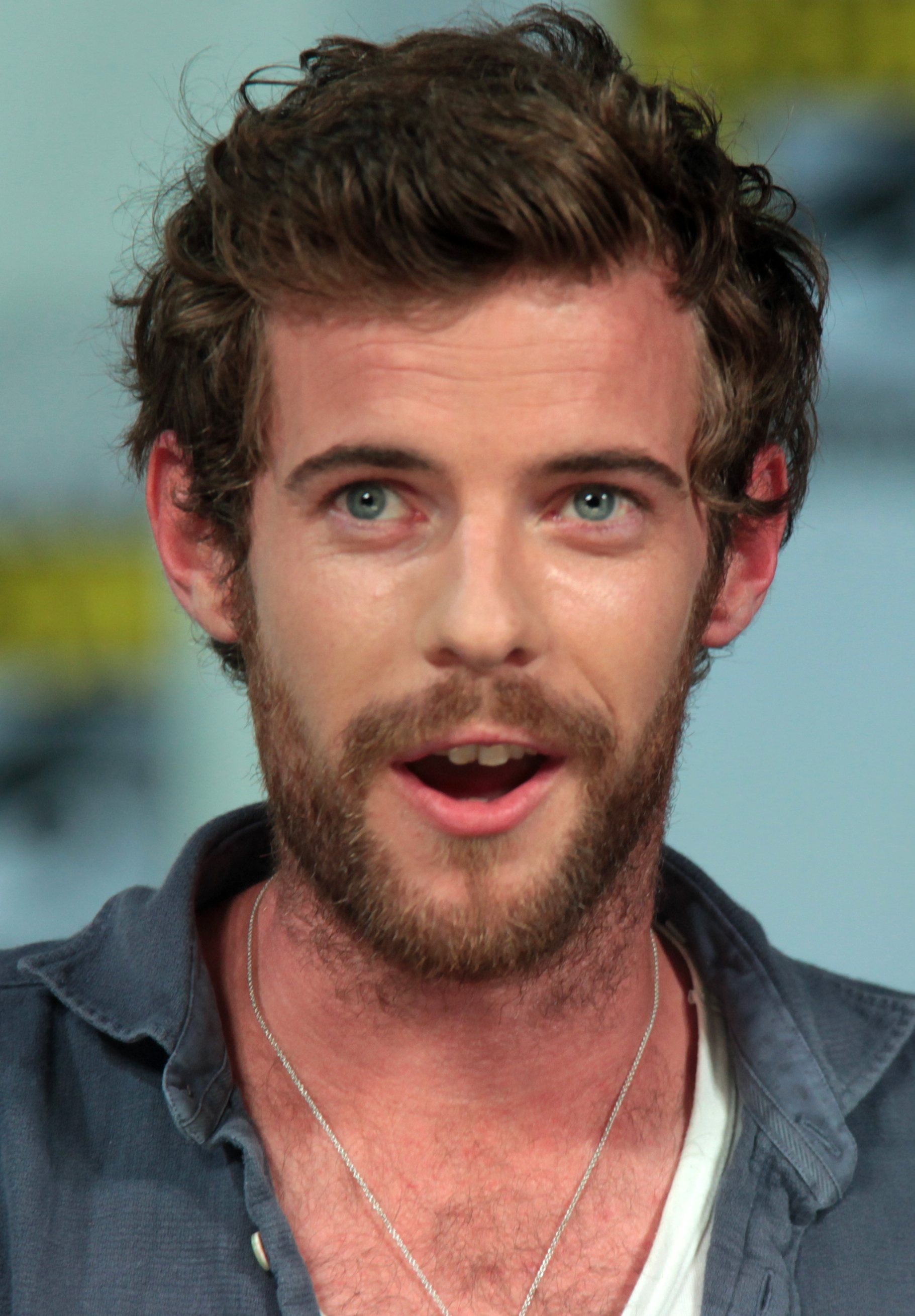
Harry Treadaway, Darsteller von Narek
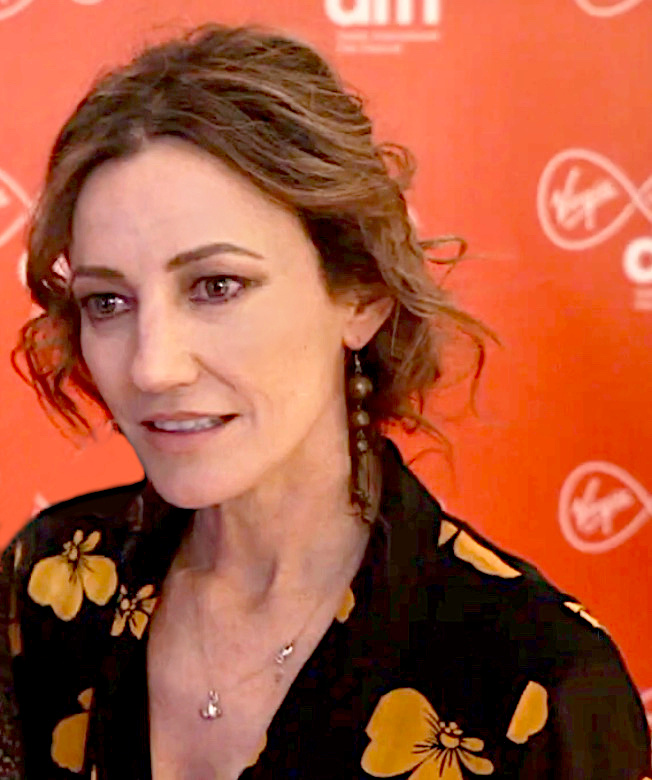
Orla Brady, Darstellerin von Laris und Tallinn
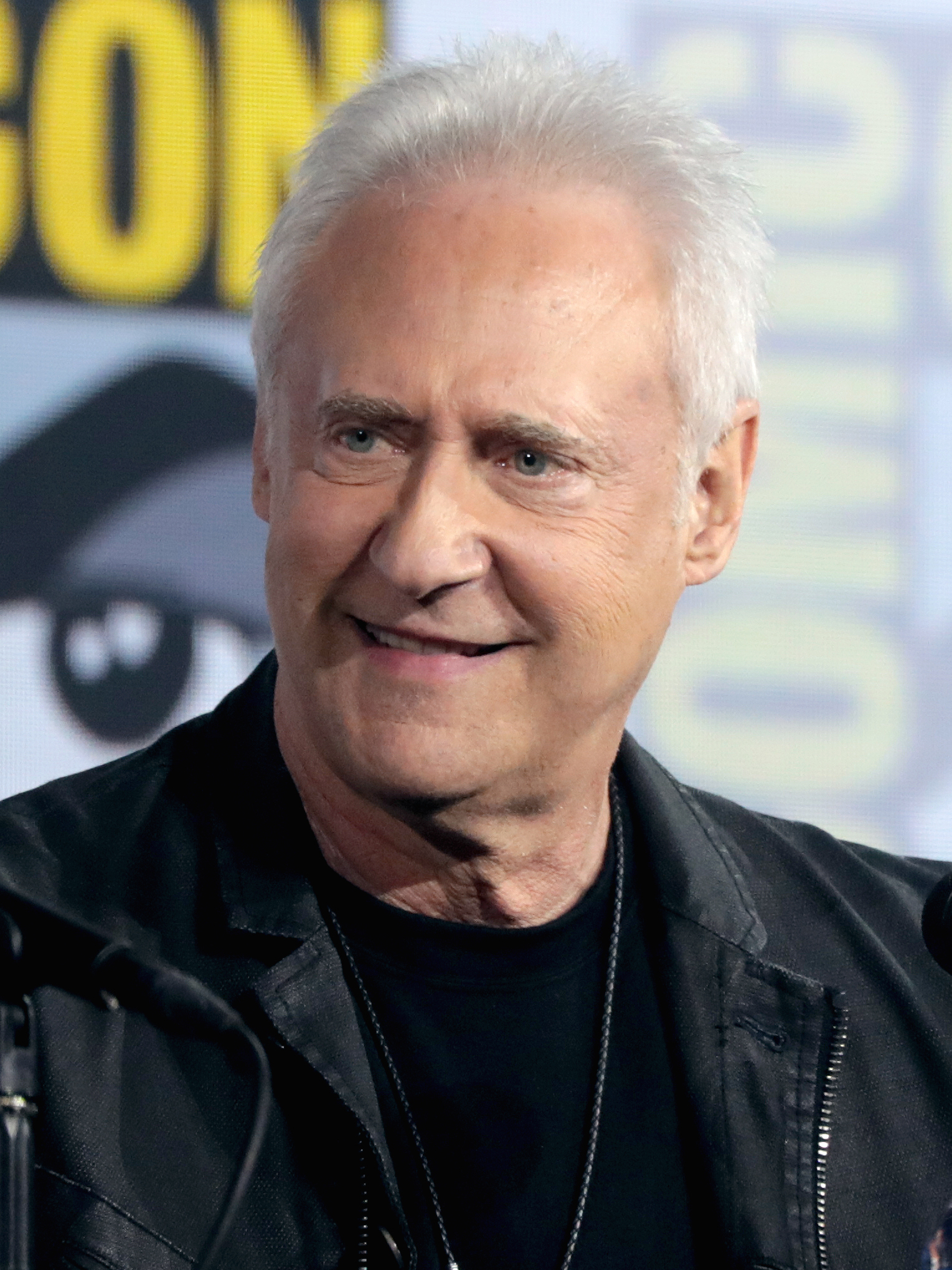
Brent Spiner, Darsteller von Data, Altan Inigo Soong, Adam Soong und Lore
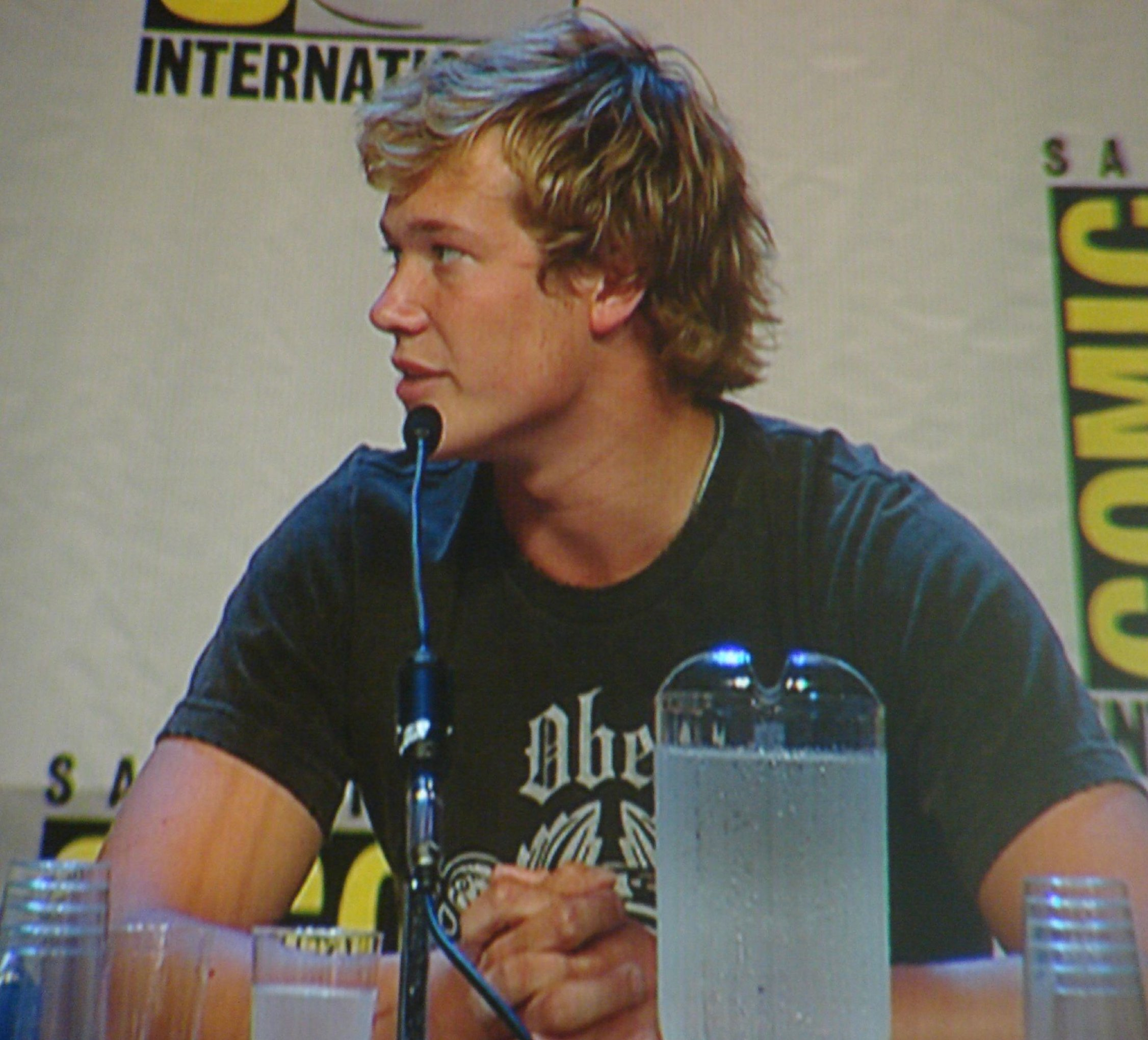
Ed Speleers, Darsteller von Jack Crusher

Die Tabelle nennt die Schauspieler, ihre Rollennamen, ihre Zugehörigkeit zur Hauptbesetzung (●) bzw. zu den Neben- und Gastdarstellern (•). Angegeben sind zudem die deutschen Synchronsprecher. Die deutsche Synchronisation entsteht nach Dialogbüchern von Tobias Neumann und unter der Dialogregie von Oliver Feld durch die Synchronfirma Arena Synchron in Berlin.

|                        |                                | |                         | Staffel | Staffel      | Staffel         |          |                                                   |
| Darsteller             | Rollenname                     | Rollenbeschreibung | Spezies                 | 1       | 2            | 3               | Episoden | Deutsche Synchronstimme                           |
| ---------------------- | ------------------------------ | --- | ----------------------- | ------- | ------------ | --------------- | -------- | ------------------------------------------------- |
| Patrick Stewart        | Admiral Jean-Luc Picard        | Admiral a. D. der Sternenflotte (Staffel 1 und 3) Kanzler der Sternenflottenakademie (Staffel 2)                                               | Mensch                  | ●       | ●            | ●               | 30       | Ernst Meincke                                     |
| Michelle Hurd          | Raffaela „Raffi“ Musiker       | ehemalige Offizierin der Sternenflotte (Staffel 1) Einsatzoffizierin der USS Excelsior (Staffel 2) Geheimagentin der Sternenflotte (Staffel 3) | Mensch                  | ●       | ●            | ●               | 27       | Heide Domanowski                                  |
| Jeri Ryan              | Seven of Nine                  | Angehörige der Fenris-Ranger (Staffel 1–2) Erste Offizierin der USS Titan A (Staffel 3)                                                        | Mensch/Borg             | •       | ●            | ●               | 25       | Anke Reitzenstein                                 |
| Alison Pill            | Dr. Agnes Jurati/Borg-Königin  | Wissenschaftlerin am Daystrom-Institut, Neue Königin des Borg-Kollektivs                                                                       | Mensch/Borg             | ●       | ●            |                 | 20       | Manja Doering                                     |
| Isa Briones            | Dr. Soji Asha                  | Wissenschaftlerin auf der romulanischen Rückgewinnungsanlage                                                                                   | Androidin               | ●       | ●            |                 | 10       | Lydia Morgenstern                                 |
| Isa Briones            | Dahj                           | Wissenschaftlerin auf der Erde | Androidin               | •       |              |                 | 01       | Lydia Morgenstern                                 |
| Isa Briones            | Sutra                          | Androidin auf Coppelius | Androidin               | •       |              |                 | 02       | Lydia Morgenstern                                 |
| Isa Briones            | Kore Soong                     | geklonte Tochter von Adam Soong | Mensch                  |         | ●            |                 | 04       | Lydia Morgenstern                                 |
| Evan Evagora           | Elnor                          | Krieger der Qowat Milat (Staffel 1) Kadett der Sternenflotte (Staffel 2)                                                                       | Romulaner               | ●       | ●            |                 | 14       | Sebastian Fitzner                                 |
| Santiago Cabrera       | Capt. Cristóbal „Chris“ Rios   | ehemaliger Offizier der Sternenflotte, selbstständiger Captain der La Sirena (Staffel 1) Captain der USS Stargazer (Staffel 2)                 | Mensch                  | ●       | ●            |                 | 18       | Leonhard Mahlich                                  |
| Santiago Cabrera       | Holografische Notfallprogramme | | Hologramme              | •       | •            |                 | 06       | Leonhard Mahlich                                  |
| Harry Treadaway        | Narek                          | Agent der Zhat Vash | Romulaner               | ●       |              |                 | 08       | Jeremias Koschorz                                 |
| Orla Brady             | Laris                          | ehemalige Agentin des Tal Shiar, Haushälterin auf Château Picard, Ehefrau von Zhaban                                                           | Romulanerin             | •       | ●            | •               | 07       | Sabine Falkenberg                                 |
| Orla Brady             | Tallinn                        | Aufseherin, Vorfahrin von Laris | Romulanerin             |         | ●            |                 | 06       | Sabine Falkenberg                                 |
| Brent Spiner           | Data                           | ehemaliger Offizier der Sternenflotte | Android                 | •       |              | •               |          | Michael Pan                                       |
| Brent Spiner           | Dr. Altan Inigo Soong          | Wissenschaftler auf Coppelius | Mensch                  | •       |              | •               | 03       | Michael Pan                                       |
| Brent Spiner           | Adam Soong                     | Wissenschaftler im 21. Jahrhundert | Mensch                  |         | ●            |                 | 06       | Michael Pan                                       |
| Brent Spiner           | Lore                           | Bruder von Data | Android                 |         |              | •               |          | Michael Pan                                       |
| Brent Spiner           | B-4                            | Bruder von Data | Android                 |         |              | •               |          | Michael Pan                                       |
| Ed Speleers            | Jack Crusher                   | Sohn von Beverly Crusher und Jean-Luc Picard                                                                                                   | Mensch                  |         |              | ●               | 10       | Bastian Sierich                                   |
| Jamie McShane          | Zhaban                         | ehemaliger Agent des Tal Shiar, Haushälter auf Château Picard, Ehemann von Laris                                                               | Romulaner               | •       |              |                 | 03       | Viktor Neumann                                    |
| Ann Magnuson           | Admiral Kirsten Clancy         | Stabschefin der Sternenflotte | Mensch                  | •       |              |                 | 02       | Sabina Trooger                                    |
| Tamlyn Tomita          | Commodore Oh                   | Leiterin der Sternenflotten-Sicherheit, Agentin der Zhat Vash                                                                                  | Vulkanierin/Romulanerin | •       |              |                 | 06       | Sabine Arnhold                                    |
| Peyton List            | Narissa Rizzo                  | Sicherheitsoffizierin der Sternenflotte, Agentin der Zhat Vash                                                                                 | Romulanerin             | •       |              |                 | 07       | Maria Koschny                                     |
| Jonathan Del Arco      | Hugh                           | Wissenschaftler auf der romulanischen Rückgewinnungsanlage                                                                                     | unbekannt/Borg          | •       |              |                 | 03       | Leon Boden                                        |
| Rebecca Wisocky        | Ramdha                         | Wissenschaftlerin auf der romulanischen Rückgewinnungsanlage                                                                                   | Romulanerin/Borg        | •       |              |                 | 03       | Almut Zydra                                       |
| John Ales              | Bruce Maddox                   | Wissenschaftler der Sternenflotte | Mensch                  | •       |              |                 | 01       | Frank Schaff                                      |
| Casey King             | Icheb                          | Offizier der Sternenflotte | Brunali/Borg            | •       |              |                 | 01       | Sebastian Schulz                                  |
| Jonathan Frakes        | William T. Riker               | Sternenflotten-Captain im Ruhestand | Mensch                  | •       |              | •               | 11       | Detlef Bierstedt (Staffel 1) Tom Vogt (Staffel 3) |
| Marina Sirtis          | Deanna Troi                    | Sternenflotten-Counselor im Ruhestand | Mensch/Betazoidin       | •       |              | •               | 07       | Eva Kryll                                         |
| Lulu Wilson            | Kestra Troi-Riker              | Tochter von William T. Riker und Deanna Troi                                                                                                   | Mensch/Betazoidin       | •       |              |                 | 01       | Léa Mariage                                       |
| Jade Ramsey            | Arcana                         | Androidin auf Coppelius | Android                 | •       |              |                 | 02       | Magdalena Turba                                   |
| Nikita Ramsey          | Saga                           | Androidin auf Coppelius | Android                 | •       |              |                 | 02       | Emily Gilbert                                     |
| Madeline Wise          | Yvette Picard                  | Mutter von Jean-Luc Picard | Mensch                  |         | •            |                 | 05       | Gundi Eberhard                                    |
| Dylan Von Halle        | Jean-Luc Picard (jung)         | | Mensch                  |         | •            |                 | 06       | Arne Smolny                                       |
| Whoopi Goldberg        | Guinan                         | Barkeeperin im Los Angeles des 25. Jahrhunderts                                                                                                | El-Aurianerin           |         | •            |                 | 02       | Regina Lemnitz                                    |
| Ito Aghayere           | Guinan                         | Barkeeperin im Los Angeles des 21. Jahrhunderts                                                                                                | El-Aurianerin           | 03      | •            | Nora Kunzendorf |          |                                                   |
| John de Lancie         | Q                              | nahezu allmächtiges Wesen | Q                       |         | •            | •               | 09       | Martin Umbach                                     |
| Annie Wersching        | Borg-Königin                   | Königin des Borg-Kollektivs | Borg                    |         | •            |                 | 06       | Cathlen Gawlich                                   |
| Garth Kemp             | Borg-Königin                   | Königin des Borg-Kollektivs | Borg                    |         |              | •               | 02       | Jürgen Mai                                        |
| Alice Krige            | Borg-Königin                   | Königin des Borg-Kollektivs | Borg                    | 02      | Traudel Haas | •               |          |                                                   |
| Jane Edwina Seymour    | Borg-Königin                   | Königin des Borg-Kollektivs | Borg                    | 02      | Traudel Haas | •               |          |                                                   |
| Sol Rodriguez          | Teresa Ramirez                 | Ärztin im 21. Jahrhundert | Mensch                  |         | •            |                 | 07       | Magdalena Höfner                                  |
| Steve Gutierrez        | Ricardo                        | Sohn von Teresa Ramirez | Mensch                  |         | •            |                 | 05       | Antonio Sura                                      |
| Penelope Mitchell      | Renée Picard                   | Astronautin im 21. Jahrhundert, Vorfahrin von Jean-Luc Picard                                                                                  | Mensch                  |         | •            |                 | 04       | Lara Trautmann                                    |
| James Callis           | Maurice Picard                 | Vater von Jean-Luc Picard | Mensch                  |         | •            |                 | 03       | Manou Lubowski                                    |
| Wil Wheaton            | Wesley Crusher                 | Reisender | Mensch                  |         | •            |                 | 01       | Sven Plate                                        |
| Gates McFadden         | Dr. Beverly Crusher            | ehemalige leitende medizinische Offizierin der Enterprise D                                                                                    | Mensch                  |         |              | •               | 10       | Katharina Koschny                                 |
| Todd Stashwick         | Liam Shaw                      | Captain der Titan A | Mensch                  |         |              | •               | 10       | Oliver Siebeck                                    |
| Ashlei Sharpe Chestnut | Sidney La Forge                | Steuermann der Titan A | Mensch                  |         |              | •               | 10       | Amelie Plaas-Link                                 |
| Stephanie Czajkowski   | T’Veen                         | Wissenschaftsoffizierin der Titan A | Vulkanierin             |         |              | •               | 07       | Magdalena Helmig                                  |
| Joseph Lee             | Matthew Arliss Mura            | Taktischer Offizier der Titan A | Bajoraner               |         |              | •               | 10       | Valentin Stilu                                    |
| Jin Maley              | Kova Rin Esmar                 | Kommunikationsoffizierin der Titan A | Haliianerin             |         |              | •               | 09       | Flurina Holeiter                                  |
| Chad Lindberg          | Eli Foster                     | Besatzungsmitglied der Titan A | „Mensch“/Formwandler    |         |              | •               | 03       | Chris Smietke                                     |
| Tiffany Shepis         | Ohk                            | leitende medizinische Offizierin der Titan A                                                                                                   | Trill                   |         |              | •               | 05       | Anna Dramski                                      |
| Amanda Plummer         | Vadic                          | Kopfgeldjägerin | „Mensch“/Formwandler    |         |              | •               | 06       | Heidrun Bartholomäus                              |
| Michael Dorn           | Worf                           | ehemaliger Sicherheitschef der Enterprise D | Klingone                |         |              | •               | 07       | Tilo Schmitz                                      |
| Michelle Forbes        | Ro Laren                       | Commander an Bord der Intrepid | Bajoranerin             |         |              | •               | 01       | Andrea Aust                                       |
| LeVar Burton           | Commodore Geordi La Forge      | Leiter des Sternenflottenmuseums | Mensch                  |         |              | •               | 05       | Charles Rettinghaus                               |
| Mica Burton            | Ensign Alandra La Forge        | Offizierin der Sternenflotte | Mensch                  |         |              | •               | 05       | Antje Thiele                                      |
| Daniel Davis           | Professor James Moriarty       | Sicherheitsprogramm der Daystrom-Station | Hologramm               |         |              | •               | 01       | Eckart Dux                                        |
| Tim Russ               | „Tuvok“                        | Captain der Sternenflotte | „Vulkanier“/Formwandler |         |              | •               | 01       | Christian Toberentz                               |
| Tim Russ               | Tuvok                          | Captain der Sternenflotte | Vulkanier               |         |              | •               | 01       | Christian Toberentz                               |
| Elizabeth Dennehy      | Admiral Elizabeth Shelby       | Admiralin der Sternenflotte | Mensch                  |         |              | •               | 01       | Ulrike Mai                                        |
| Walter Koenig          | Anton Chekov (Stimme)          | Föderationspräsident, Sohn von Pavel Chekov | Mensch                  |         |              | •               | 01       | Stefan Gossler                                    |

## Veröffentlichung
Am 23. Mai 2019 stellte CBS erstmals einen Teaser zur Serie vor. Die Episoden wurden in den Vereinigten Staaten und Kanada schrittweise auf der Video-on-Demand-Plattform CBS All Access erstveröffentlicht. In anderen Ländern, darunter auch Deutschland, erschien die erste Staffel mit 10 Episoden auf der VoD-Plattform Amazon Prime Video. Im deutschen Free-TV erfolgte die Erstausstrahlung ab dem 18. Februar 2022 auf RTL II.
Am 20. Juli 2019 wurde ein zweiter Teaser veröffentlicht. Gleichzeitig wurde das Veröffentlichungsdatum der ersten Folge von Ende 2019 auf Anfang 2020 verschoben. Am 5. Oktober 2019 wurde ein Trailer veröffentlicht, der das Veröffentlichungsdatum für Deutschland auf den 24. Januar 2020 datierte. In Los Angeles, London, Berlin und anderen Städten gab es Vorpremieren mit den ersten drei Folgen.
Am 5. April 2021 wurde ein erster Teaser zur zweiten Staffel veröffentlicht. Die zweite Staffel wird seit dem 3. März 2022 auf Paramount+ veröffentlicht, die deutschsprachige Veröffentlichung ist mit einem Tag Verzögerung auf Amazon Prime zu sehen.
Am 5. April 2022 wurde ein erster Teaser zu Staffel 3 veröffentlicht. Dort wurden neben Stewart auch LeVar Burton, Michael Dorn, Jonathan Frakes, Gates McFadden, Marina Sirtis und Brent Spiner als Besetzung angekündigt. Veröffentlicht wird die Staffel seit Mitte Februar 2023 auf Prime Video und Paramount+.

## Episodenliste

### Staffel 1
| Nr. (ges.) | Nr. (St.) | Deutscher Titel           | Originaltitel             | Erstveröffentlichung USA | Deutschsprachige Erstveröffentlichung (DE, AT, CH) | Regie                | Drehbuch                                                                                                   | Länge  |
| ---------- | --------- | ------------------------- | ------------------------- | ------------------------ | -------------------------------------------------- | -------------------- | --- | ------ |
| 1          | 1         | Gedenken                  | Remembrance               | 23. Jan. 2020            | 24. Jan. 2020                                      | Hanelle M. Culpepper | Akiva Goldsman, James Duff, Idee: Akiva Goldsman, Michael Chabon, Kirsten Beyer, Alex Kurtzman, James Duff | 44 min |
| 2          | 2         | Karten und Legenden       | Maps and Legends          | 30. Jan. 2020            | 31. Jan. 2020                                      | Hanelle M. Culpepper | Michael Chabon, Akiva Goldsman                                                                             | 43 min |
| 3          | 3         | Das Ende ist der Anfang   | The End is the Beginning  | 6. Feb. 2020             | 7. Feb. 2020                                       | Hanelle M. Culpepper | Michael Chabon, James Duff                                                                                 | 42 min |
| 4          | 4         | Unbedingte Offenheit      | Absolute Candor           | 13. Feb. 2020            | 14. Feb. 2020                                      | Jonathan Frakes      | Michael Chabon                                                                                             | 44 min |
| 5          | 5         | Keine Gnade               | Stardust City Rag         | 20. Feb. 2020            | 21. Feb. 2020                                      | Jonathan Frakes      | Kirsten Beyer                                                                                              | 45 min |
| 6          | 6         | Die geheimnisvolle Box    | The Impossible Box        | 27. Feb. 2020            | 28. Feb. 2020                                      | Maja Vrvilo          | Nick Zayas                                                                                                 | 54 min |
| 7          | 7         | Nepenthe                  | Nepenthe                  | 5. März 2020             | 6. März 2020                                       | Douglas Aarniokoski  | Samantha Humphrey, Michael Chabon                                                                          | 58 min |
| 8          | 8         | Bruchstücke               | Broken Pieces             | 12. März 2020            | 13. März 2020                                      | Maja Vrvilo          | Michael Chabon                                                                                             | 55 min |
| 9          | 9         | Et in Arcadia Ego, Teil 1 | Et in Arcadia Ego, Part 1 | 19. März 2020            | 20. März 2020                                      | Akiva Goldsman       | Michael Chabon, Ayelet Waldman, Idee: Michael Chabon, Ayelet Waldman, Akiva Goldsman                       | 45 min |
| 10         | 10        | Et in Arcadia Ego, Teil 2 | Et in Arcadia Ego, Part 2 | 26. März 2020            | 27. März 2020                                      | Akiva Goldsman       | Michael Chabon, Idee: Michael Chabon, Akiva Goldsman                                                       | 56 min |

### Staffel 2
| Nr. (ges.) | Nr. (St.) | Deutscher Titel     | Originaltitel      | Erstveröffentlichung USA | Deutschsprachige Erstveröffentlichung (DE, AT, CH) | Regie            | Drehbuch                                                                        | Länge  |
| ---------- | --------- | ------------------- | ------------------ | ------------------------ | -------------------------------------------------- | ---------------- | ------------------------------------------------------------------------------- | ------ |
| 11         | 1         | Die Stargazer       | The Star Gazer     | 3. März 2022             | 4. März 2022                                       | Doug Aarniokoski | Akiva Goldsman, Terry Matalas                                                   | 54 min |
| 12         | 2         | Buße                | Penance            | 10. März 2022            | 11. März 2022                                      | Doug Aarniokoski | Akiva Goldsman, Terry Matalas, Christopher Monfette                             | 54 min |
| 13         | 3         | Assimilation        | Assimilation       | 17. März 2022            | 18. März 2022                                      | Lea Thompson     | Kiley Rossetter, Christopher Monfette                                           | 47 min |
| 14         | 4         | Wächter             | Watcher            | 24. März 2022            | 25. März 2022                                      | Lea Thompson     | Travis Fickett (Story), Juliana James (Story & Teleplay), Jane Maggs (Teleplay) | 45 min |
| 15         | 5         | Flieg mich zum Mond | Fly Me to the Moon | 31. März 2022            | 1. Apr. 2022                                       | Jonathan Frakes  | Cindy Appel                                                                     | 41 min |
| 16         | 6         | Die Gala            | Two of One         | 7. Apr. 2022             | 8. Apr. 2022                                       | Jonathan Frakes  | Cindy Appel, Jane Maggs                                                         | 39 min |
| 17         | 7         | Monster             | Monsters           | 14. Apr. 2022            | 15. Apr. 2022                                      | Joe Menendez     | Jane Maggs                                                                      | 46 min |
| 18         | 8         | Gnade               | Mercy              | 21. Apr. 2022            | 22. Apr. 2022                                      | Joe Menendez     | Cindy Appel, Kirsten Beyer                                                      | 48 min |
| 19         | 9         | Das Versteckspiel   | Hide and Seek      | 28. Apr. 2022            | 29. Apr. 2022                                      | Michael Weaver   | Matt Okumura, Chris Derrick                                                     | 50 min |
| 20         | 10        | Abschied            | Farewell           | 5. Mai 2022              | 6. Mai 2022                                        | Michael Weaver   | Christopher Monfette, Akiva Goldsman                                            | 48 min |

### Staffel 3
| Nr. (ges.) | Nr. (St.) | Deutscher Titel        | Originaltitel       | Erstveröffentlichung USA | Deutschsprachige Erstveröffentlichung (D/A/CH) | Regie             | Drehbuch                           | Länge  |
| ---------- | --------- | ---------------------- | ------------------- | ------------------------ | ---------------------------------------------- | ----------------- | ---------------------------------- | ------ |
| 21         | 1         | Die nächste Generation | The Next Generation | 16. Feb. 2023            | 17. Feb. 2023                                  | Doug Aarniokoski  | Terry Matalas                      | 53 min |
| 22         | 2         | Abgezogen              | Disengage           | 23. Feb. 2023            | 24. Feb. 2023                                  | Doug Aarniokoski  | Christopher Monfette & Sean Tretta | 49 min |
| 23         | 3         | 17 Sekunden            | Seventeen Seconds   | 2. März 2023             | 3. März 2023                                   | Jonathan Frakes   | Jane Maggs & Cindy Appel           | 56 min |
| 24         | 4         | Die Pattsituation      | No Win Scenario     | 9. März 2023             | 10. März 2023                                  | Jonathan Frakes   | Terry Matalas & Sean Tretta        | 58 min |
| 25         | 5         | Wechselbälger          | Imposters           | 16. März 2023            | 17. März 2023                                  | Dan Liu           | Cindy Appel                        | 55 min |
| 26         | 6         | Die Bounty             | The Bounty          | 23. März 2023            | 24. März 2023                                  | Dan Liu           | Christopher Monfette               | 53 min |
| 27         | 7         | Dominion               | Dominion            | 30. März 2023            | 31. März 2023                                  | Deborah Kampmeier | Jane Maggs                         | 47 min |
| 28         | 8         | Unterwerfung           | Surrender           | 6. Apr. 2023             | 7. Apr. 2023                                   | Deborah Kampmeier | Matt Okumura                       | 52 min |
| 29         | 9         | Võx                    | Võx                 | 13. Apr. 2023            | 14. Apr. 2023                                  | Terry Matalas     | Sean Tretta & Kiley Rossetter      | 48 min |
| 30         | 10        | Die letzte Generation  | The Last Generation | 20. Apr. 2023            | 21. Apr. 2023                                  | Terry Matalas     | Terry Matalas                      | 63 min |

## Kritik
Basierend auf englischsprachigen Kritiken berechneten die Bewertungsaggregatoren Rotten Tomatoes und Metacritic für die Serie nach der ersten Staffel eine Zustimmung von 87 beziehungsweise 76 Prozent.
In deutschen Medien erhielt die erste Staffel gemischte Kritiken. Während Patrick Stewarts Schauspielleistung gelobt wurde, äußerten sich die Kritiker eher negativ über das Erzähltempo.
Der Film-Dienst bewertet die Serie nach der ersten Staffel mit vier von fünf möglichen Sternen und beurteilte sie als „mitreißende Erweiterung des Franchise“ mit „einer Prise Nostalgie“.
TV Spielfilm bezeichnete die erste Staffel bei der Vorstellung der zweiten rückblickend als „ärgerlich“ und zeigte sich auch mit der zweiten Staffel unzufrieden: So wirken „die orientierungslosen ersten drei Folgen mit Weltraumschlacht, Borg-Auftritt und Zeitreise […], als wären sie per Algorithmus geschrieben worden.“ Die „kluge, subtile Gesellschaftskritik“, für die sich Star Trek früher ausgezeichnet habe, würde hier „mit dem Holzhammer eingebläut“ und „eine Zeitreise ins Jahr 1990 täte den Trek-Autoren gut“. Auch die dritte Staffel überzeugte die Kritiker der Zeitschrift nicht, bemängelt werden Stars, die „schauspielerisch überfordert“ seien, sowie „miese Schurken und schwache Wendungen“. In der Rolle des Bösewichts agiere Amanda Plummer „chargierend“ und „unfreiwillig komisch“. Man solle „lieber nochmal die brillanten Star Trek: The next Generation-Folgen anschauen“.

## Adaptionen

### Literarische Adaptionen
Im August 2019 wurde angekündigt, dass es für Star Trek: Picard ein Prequel in Form der Comicreihe Picard – Countdown (englisch: Star Trek: Picard – Countdown) und des Romans Die Letzte und einzige Hoffnung (englisch: The Last Best Hope) geben wird. Die Comicreihe wurde von November 2019 bis Januar 2020, der Roman im Februar 2020 in Englisch und Deutsch veröffentlicht.
Weitere Romane sind Der dunkle Schleier (englisch: The Dark Veil) und Schwarze Schafe (englisch: Rogue Elements), die beide 2021 auf Englisch erschienen, und Zweites Ich (englisch: Second Self), der 2022 auf Englisch erschien.

### Audioadaptionen
Im Februar 2022 erschien ein von Kirsten Beyer und Mike Johnson geschriebenes Hörspiel mit dem Titel Star Trek: Picard: No Man’s Land. Es handelt von den Erlebnissen von Raffi Musiker und Seven of Nine nach der ersten Staffel der Fernsehserie. Die beiden Hauptfiguren werden von ihren Schauspielerinnen Michelle Hurd und Jeri Ryan gesprochen.

### Short Treks
Am 9. Januar 2020 erschien mit der Short-Treks-Folge 2.06 „Kinder des Mars“ ein Prequel zu Star Trek: Picard.